# منصور بدري
منصور بدري لاعب كرة الماء وممثل مغربي من مواليد 11 ديسمبر 1971، شارك في عدة أفلام ومسلسلات مغربية وأجنبية.

## مسيرته
زاول بدري رياضة كرة الماء، حيث كان قائدا لفريق الوداد والمنتخب المغربي.
كما شغل منصب مندوب طبي، إلى أن انتقل إلى مجال التمثيل بمحض الصدفة حيث كان يُزاول المسرح كهواية فعرض عليه العمل في أحد الأفلام، ليترك مهنة المندوب الطبي وينتقل لمجال التمثيل.

## أعماله

### أفلام
- 2007: ملائكة الشيطان
- 2009: حجاب الحب
- 2009: بنت الشيخة
- 2013: الصرخة الأخيرة
- 2013: الطريق
- 2014: المحبة الزايدة
- 2015: الشوط الثاني
- 2015: نصف السماء
- 2015: روك ذا كاسباه
- 2016: كلاب حرب
- 2017: غزية
- 2018: صمت الفراشات
- 2018: صوفيا
- 2019: كلوز
- 2019: أصحاب الباك
- 2021: المتقاعد
- 2021: القافز
- 2023: ضاضوس
- 2024: طاكسي بيض2

### مسلسلات
- 2006: لابريكاد
- 2007 - 2008: القضية
- 2010: تورية
- 2011: إلى الأبد
- 2014 - 2015: الطاغية
- 2015: توت (مسلسل قصير)
- 2015: وعدي
- 2015: ربعة من ربعين
- 2015: حبال الريح
- 2017: أرض الوطن
- 2020: ياقوت وعنبر
- 2020: السر المدفون
- 2020: شهادة ميلاد
- 2021: بنات العساس
- 2021: باب البحر
- 2022: الزطاط
- 2023: مال الدنيا
- 2024: بنات لحديد

## روابط خارجية
- منصور بدري على موقع IMDb (الإنجليزية)
- منصور بدري على موقع روتن توميتوز (الإنجليزية)
- منصور بدري على موقع قاعدة بيانات الأفلام العربية
- منصور بدري على موقع ألو سيني (الفرنسية)
- منصور بدري على موقع قاعدة بيانات الفيلم (الإنجليزية)